# Croth
Croth is een gemeente in het Franse departement Eure (regio Normandië). De plaats maakt deel uit van het arrondissement Évreux. Croth telde op 1 januari 2022 1.419 inwoners.

## Geografie
De oppervlakte van Croth bedroeg op 1 januari 2022 10,51 vierkante kilometer; de bevolkingsdichtheid was toen 135 inwoners per km².

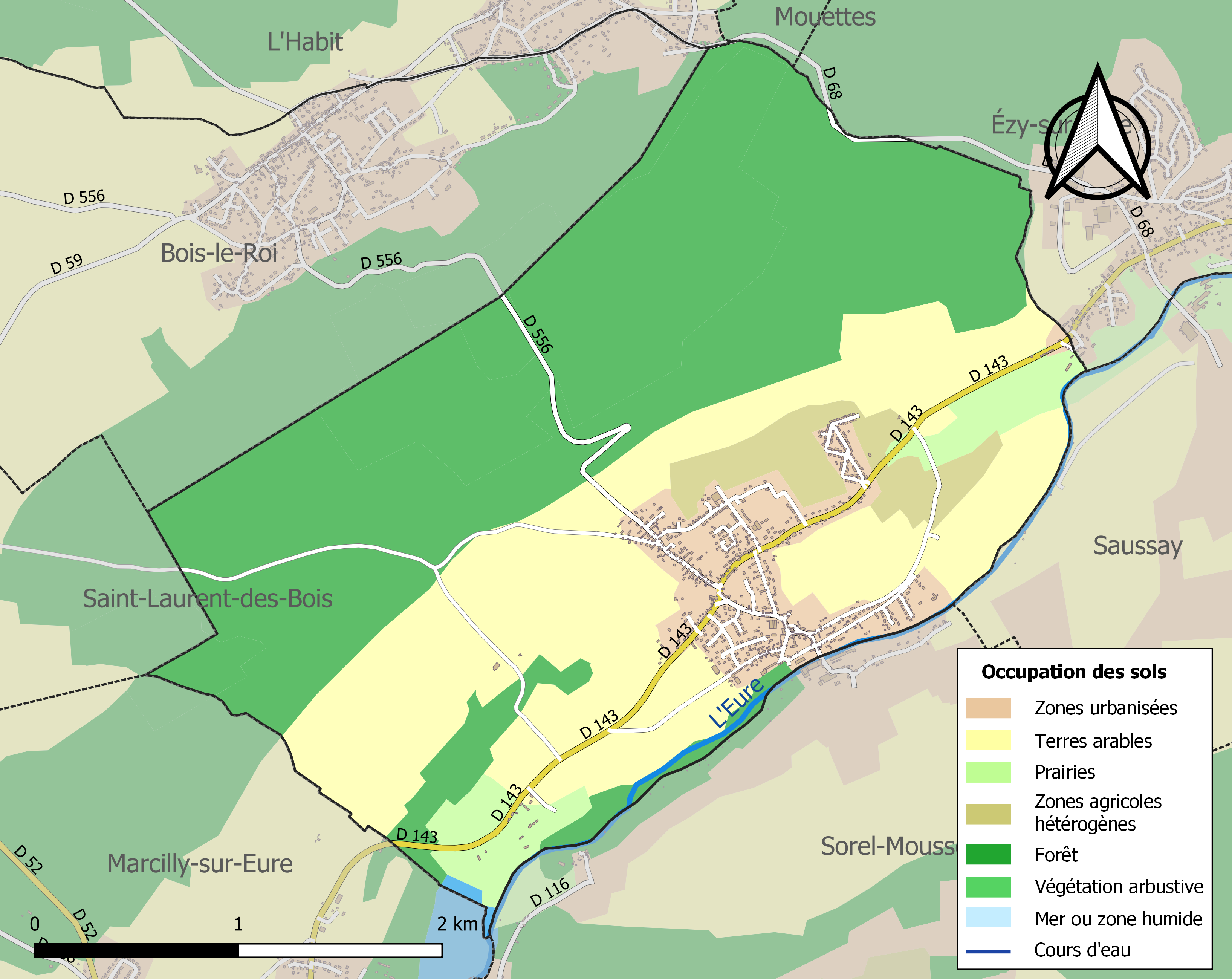
Kaart van de gemeente met belangrijkste infrastructuur, bodemgebruik en omliggende gemeenten

## Demografie
Onderstaande figuur toont het verloop van het inwonertal (bron: INSEE-tellingen).